# 13368 Влодекофман
13368 Влодекофман (13368 Wlodekofman) — астероїд головного поясу, відкритий 18 жовтня 1998 року.
Тіссеранів параметр щодо Юпітера — 3,263.